# Pskovo-pečerský monastýr
Pskovo-pečerský monastýr je jeden z největších a nejznámějších pravoslavných monastýrů v Rusku. Jméno monastýru souvisí s jeskyněmi, které se zde nachází, zvanými „Bohem stavěné“ (tedy Bohem stvořené). Roku 1473 zde byl vysvěcen jeskyní chrám Zesnutí přesvaté Bohorodice, vytvořený monachem Ionou. Tento rok je považován za rok založení monastýru. Kopec na kterém se nachází chrám se nazývá Svatá hora.
Monastýr nebyly za celou svou dobu uzavřen. V meziválečném období (od února 1920 do ledna 1945) se nacházel v hranicích Estonské první republiky, díky čemuž nebyl uzavřen (všechny monastýry v Sovětském svazu byly uzavřeny do konce 20. let 20. století

## Historie

### Raná historie
O počátku mnišského života na místě novodobého monastýru neexistují žádné spolehlivé informace, stejně jako nebyl proveden žádný vědecký výzkum o původu jeskyní nacházejících se v monastýru. Tyto jeskyně se nacházejí v pískovcových nánosech podél břehů současného potoka Kameněc. Podle badatele I. A. Agapova jsou jeskyně erozo-sufózního původu.
Podle pověsti se jeskyně do povědomí místních obyvatel dostaly roku 1392. Tento rok se shoduje s datem úmrtí svatého Sergeje Radoněžského. Mniši se podle pověsti usadili v jeskyních po útěku do Pskovské oblasti před nájezdy krymských Tatarů. Podle tradice se uchovalo jen jedno jméno z původních poustevníků, a to svatého Marka. Rané publikace o Markovi mají legendární charakter ale v pozdějších dobách je Marek již historickou osobou.
Podle kroniky monastýru se roku 1470 usadil v jeskyních kněz Ioann, který sloužil v chrámu svatého velikomučedníka Jiřího Vítězného v Jurjevě-Livonském (Děrpt, dnes Tartu v Estonsku). Vedle přirozených jeskyni vykopal jeskyni, kde vytvořil chrám Zesnutí přesvaté Bohorodice, který byl vysvěcen roku 1473. Na stavbě chrámu mu pomáhala jeho manželka Maria, která byla postřižena na monašku se jménem Vassa. Po její smrti Ioann přijal mnišský postřih se jménem Iona. Brzy mu byl darován pozemek a kolem jeskyni vznikl malý monastýr a jeskyně se staly pohřebištěm monachů.
Podle kroniky byl několikrát monastýr zpustošen Livonci.

### Vzestup mnišského života
Vzestup mnišského života započal roku 1519, kdy moskevská vláda, zastoupena pskovským úředníkem Michailem Muněchinem a Ortjušem Pskovitinem uznala strategickou polohu monastýru, který se nacházel 20 km od livonské pevnosti Neuhausen. Roku 1523 díky úsilí Muněchina byl monastýr opevněn dřevěnými zdmi, byl rozšířen jeskyní chrám a na Svaté Hoře byl postaven chrám přepodobných Antonija a Feodosija Kyjevskopečerských. Za období igumena Gerasima zde byl zaveden mnišský typikon po vzoru Kyjevsko-pečerské lávry.
Skutečný rozkvět monastýru je spojen se jménem igumena Kornilije (pozdější světec a mučedník). Roku 1541 nechal postavit chrám Zvěstování přesvaté Bohorodice, rozšířil chrám Zesnutí přesvaté Bohorodice a nechal vykopat další jeskyně. Za jeho období se monastýr proměnil v pevnost, kolem monastýru byly postaveny kamenné zdi (1558-1565) a chrám svatého Mikuláše (1564- nebo 1565). Igumen Kornilij zemřel roku 1570, podle hagiografie byl zabit carem Ivanem Hrozným. Podle rukopisu který je uchován v Trojicko-sergijevské lávry se to stalo u bran monastýru. Po pokání nechal car odnést tělo do chrámu Zesnutí přesvaté Bohorodice. Od této doby se cesta od chrámu svatého Mikuláše do chrámu Zesnutí přesvaté Bohorodice nazývá „Krvavá cesta“.
Zdi kláštera sloužily jako jeho obrana více než 150 let, a to až do uzavření Nystadské smlouvy roku 1721. Během této doby monastýr odolal obložení vojsk polského krále Štěpána Báthoryho, vojenskému oddílu vedeném Janem Karolem Chodkiewiczem a Aleksandrem Józefem Lisowskim, švédským vojskům krále Gustava II. Adolfa či vojsku švédského krále Karla XII. (1703).
V letech 1758-1759 byl postaven nad chrámem Zesnutí přesvaté Bohorodice chrám Pokrova přesvaté Bohorodice. V letech 1792-1800 byl v monastýru postaven chrám svatého Lazara. V letech 1815-1827 došlo k výstavbě chrámu svatého archanděla Michaela při příležitosti památky osvobození Pskova od napoleonských vojsk a roku 1879 byl vystavěn chrám Uvedení Páně do chrámu.
Roku 1920 se podle Sovětsko-estonské smlouvy z Tartu město Pečory a Pečorský ujezd staly součástí Estonska, a to až do roku 1940, kdy se Estonsko stalo součástí Sovětského svazu.

### Druhá světová válka
Za války utrpěly chrámy monastýru dělostřelecké ostřelování, refektář a příbytek monachů byl zničen.
Po okupaci byl monastýr ve dvojí podřízenosti tallinského metropolity Aleksandera (Pauluse) a exarchy Pobaltí metropolity Sergija (Voskresenského).
Na jaře 1942 se v monastýru usadil biskup Makarij (Vasiljev), který byl předtím v „ilegálním postavení“ (katakombní biskup).
Od srpna 1941 do února 1944 se bratři monastýru účastnili Pskovské pravoslavné misie. Účelem této misie bylo oživení duchovního života na územích obsazených Němci.
V letech okupace se monastýr stal místem konání sjezdů vyšších duchovních Baltského exarchátu, zejména tzv. Arcipastýřského setkání, které se konalo 28. srpna 1943 v chrámu Uvedení Páně do chrámu. Tohoto setkání se zúčastnil např. metropolita vilniuský a litevský Sergij (Voskresenskij), arcibiskup narvský a izborský Pavlo (Dmytrovskyj), biskup rižský Jānis (Garklāvs), biskup kovenský Daniil (Juzvjuk) či biskup Makarij (Vasiljev).
Podle sovětského historika R. Ju. Plaksina obyvatelé monastýru věrně sloužily nacistům, sovětské vlastence nejen vydávali gestapu ale někdy se účastnili i masakrů proti nim.
V noci z 31. března na 1. dubna 1944 byl biskup Makarij zabit v monastýru při náletu sovětů úlomkem bomby.

### Poválečné období
Dne 16. ledna 1945 byl Pečorský rajón převeden z Estonské sovětské socialistické republiky do Pskovské oblasti Ruské sovětské federativní socialistické republiky. Asi 40 let fungoval v RSFSR pouze dva monastýry; Pskovo-pečerský monastýr a Trojicko-sergijevská lávra.
Rada pro záležitosti ruské pravoslavné církve SSSR roku 1946 zorganizovala kvůli „svobodě svědomí v SSSR“ návštěvu monastýru moskevským patriarchou Alexijem I.
Od roku 1949-1954 byl představeným monastýru archimandrita Pimen (Izvekov), později moskevský patriarcha.
Roku 1957 se do monastýru přestěhovalo sedm Valaamských starců, kteří byli roku 1939 transportováni z ostrova Valaam do Finska.
Dne 28. července 1959 byl dekretem patriarchy Alexije igumen Alipij (Voronov) ustanoven představeným monastýru, který do 12. března 1975 pracoval na obnově a opravách monastýru. Během období Chruščovovi protináboženské kampaně Alipij zabránil uzavření monastýru a roku 1973 docílil toho aby byly vráceny cennosti které byly ukradeny nacisty.
Roku 1986 byl v Nikolské věži monastýru vysvěcen chrám přepodobného mučedníka Kornilije a roku 1995 byl na Svaté Hoře postaven dřevěný chrám Pskovo-pečerských přepodobných.
Dne 14. července 2018 byl metropolita pskovský a porchovský Tichon (Ševkunov) ustanoven představeným monastýru. Jeho přičiněním byla v monastýru otevřená pobočka Sretěnského duchovního semináře.
Dne 17. června 2021 byl Svatým synodem zřízen Pskovo-pečerský duchovní seminář a metropolita Tichon se stal rektorem semináře.

## Jeskyně, chrámy a další stavby
Nachází se zde Bohem stvořené jeskyně, chrámy Zesnutí přesvaté Bohorodice, Pokrova přesvaté Bohorodice, Uvedení Páně do chrámu, svatého archanděla Michaela, Zvěstování přesvaté Bohorodice, svatého Lazara, svatého Mikuláše, Vzkříšení Krista, svatého Kornilije, Pskovo-pečerských přepodobných, také zvonice, dům představeného, příbytek monachů, svaté prameny, sakristie a hradby pevnosti s věžemi.
V současné době jsou nedaleké jeskyně a chrám Uvedení Páně do chrámu otevřeny po celý den. Vstup do vzdálených Bohem stvořených jeskyní se provádí po předchozí domluvě. Chrám Zesnutí přesvaté Bohorodice a chrám svatého archanděla Michaela jsou otevřeny pouze v době bohoslužeb.

### Bohem stvořené jeskyně
Komplex se skládá z blízkých i vzdálených jeskyní. Nedaleké jeskyně mají půdorys tvaru U a mají délku asi 15 m. Obsahují hrobky s ostatky svatého Marka, Iony, Lazara a svaté Vassy. Nad hrobem monacha Lazara visí jeho řetězy.
Na blízké jeskyně navazují jeskyně vzdálené, sestávající ze sedmi podzemních galerií-uliček s jeskynním chrámem Vzkříšení Krista na konci 6. galerie a kanunem (místo pro svíce). Tyto jeskyně slouží k pohřbívání.
Délka vzdálených jeskyní je asi 200 m. Stálá teplota v nich je asi +10 °C. Zpočátku sloužily jeskyně pouze k pohřbívání monachů. Poté začali být v jeskyních pohřbíváni zbožní laici: státníci, knížata, šlechtici, ktitoři, poutníci a ochránci monastýru. Prvním z laiků pohřbených v jeskyních byl Michail Muněchin.
Poblíž kanunu jsou pohřbeni: biskup Georgij (Sadkovskij), metropolita Veniamin (Fedčenkov), valaamští starci: (jeroschimonach Michail, schiigumen Luka, igumen Gennadij, monacha Sergij, schimonach Nikolaj, jeroschimonach Ioann, schimonach German), archimandrita Serafim (Rozenberg)a archimandrita Ioann (Kresťjankin).
U horního místa chrámu Vzkříšení je pohřben archimandrita Alipij (Voronov). Ve výklencích chrámu jaou pohřbeni starci: schiarchimandrita Agapij (Agapova), archimandrita Ieronim (Tichomirov), schiigumen Savva (Ostapenko), schiigumen Onisifor (Michajlov), schihierodiakon Mark (Murin).
Mezi dalšími kteří jsou v jeskyních pohřbeni jsou předci Alexandra Puškina, Michaila Kutuzova, Modesta Musorgského, Alexeje Pleščejeva či Vasilije Tatiščeva. Spočívají zde také příslušníci šlechtického rodu Simanskij.
V současnosti se laici v jeskyních nepohřbívají; monaši jsou pohřbeni na páté a šesté ulici. Jsou pohřbeni v rakvích umístěných ve stěnách jeskyní nezasypaných zeminou. V jeskyních přitom není cítit rozklad těl mrtvých.
Celkový počet pohřbů je asi 10 tisíc.

### Chrám Zesnutí přesvaté Bohorodice chrám Pokrova

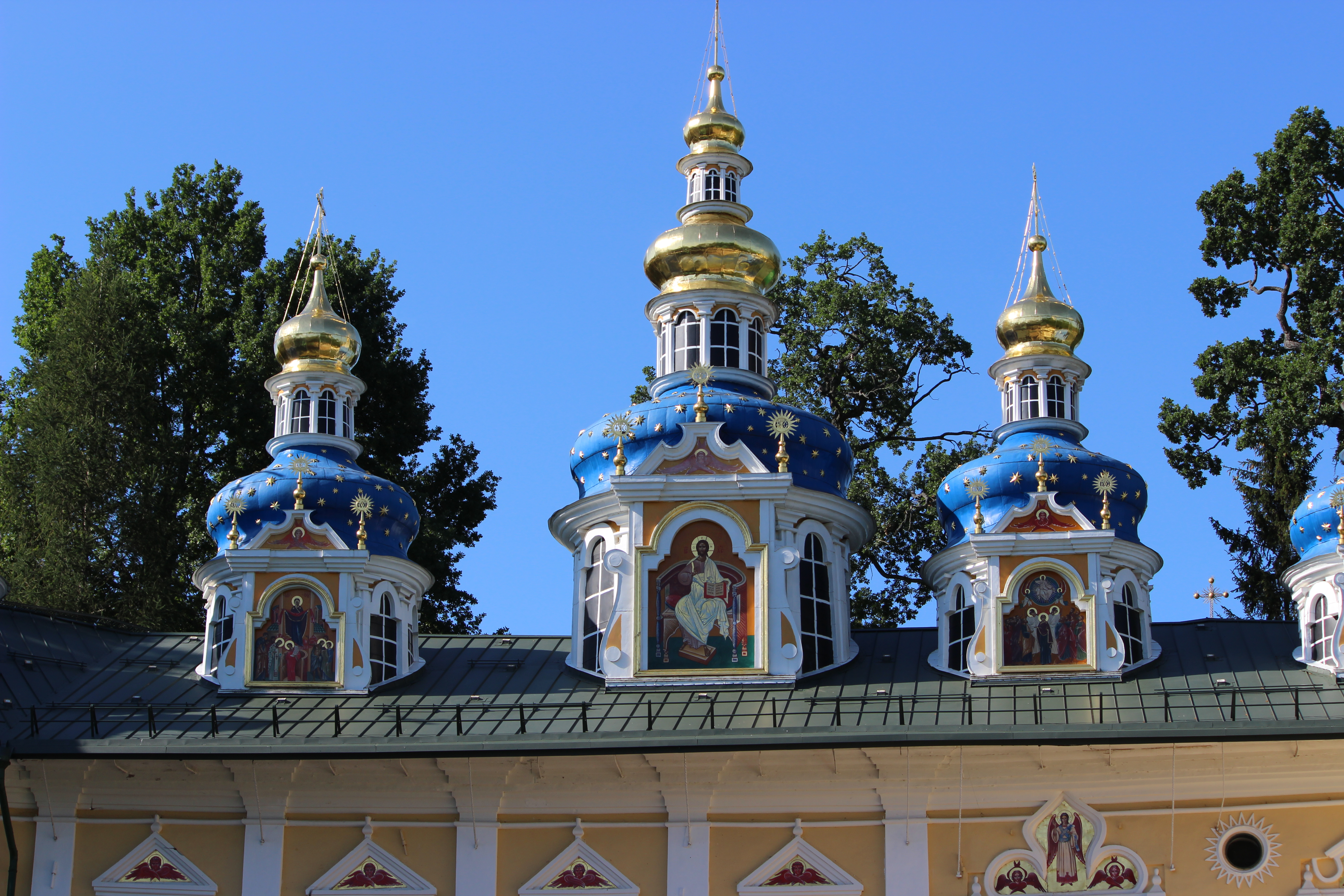
Kopule chrámu Pokrova přesvaté Bohorodice

Jeskyní chrám Zesnutí přesvaté Bohorodice je hlavním a nejstarším chrámem monastýru. Byl vykopán v pískovcovém kopci knězem Ioannem (později monach Iona) a vysvěcen roku 1473. Chrám má pouze průčelí a jeho protější strana stoupá do kopce. Roku 1523 byl za igumena Dorofeje chrám renovován a rozšířen a byl zde vystavěn přídělek zasvěcení Antoniju a Feodosiju Kyjevskopečerským. Na stavbu dohlížel úředník Michail Muněchin. V letech 1758-1759 byl nad chrámem postaven chrám Pokrova přesvaté Bohorodice. V 19. století byly nad chrámem postavený různobarevné kopule ve slohu ukrajinského baroka.
V chrámu se nachází:
- zázračná Pskovo-pečerská ikona Zesnutí přesvaté Bohorodice
- Dva opisy zázračné ikony Bohorodice „Něžná“, napsané v 16. a 19. století
- ostatky svatého Kornilije
- Ikona života svatého Mikuláše Divotvorce z 16. století

### Chrám svatého Mikuláše

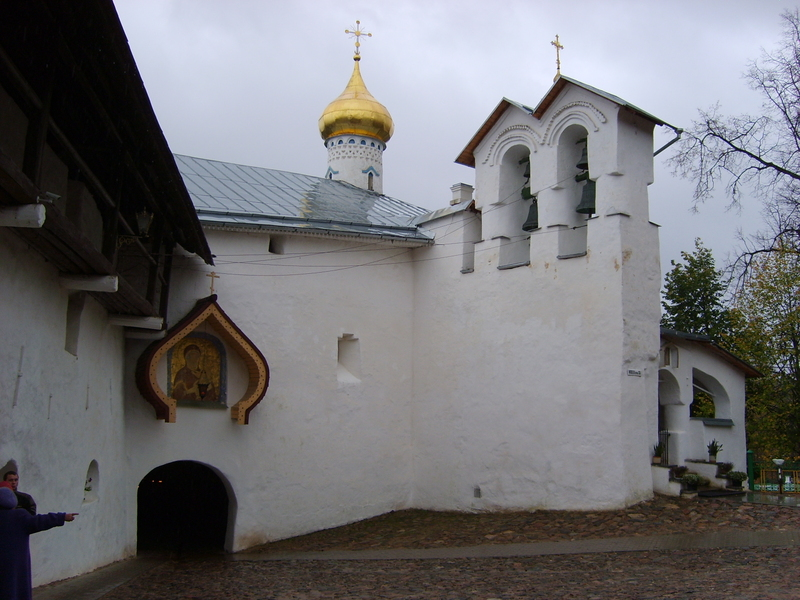
Dochovaná část původní zdi mezi Vězeňskou věží a chrámem

Byla postaven roku 1564 nebo 1565 architektem Pavlem Zabolotným, pravděpodobně s výstavbou opevnění monastýru. Brána chrámu mohla sloužit určitou dobu jako Svatá brána (hlavní vchod do monastýru). Chrám má společnou střechu s Nikolskou věží hradební zdi. Na místě původní zdi, mezi vězeňskou věží a chrámem, byla pravděpodobně současně s chrámem postavena malá zvonice.
Vzhledem k tomu, že chrám byl postaven jako brána, nazývá se chrámem svatého Mikuláše Vrátného. Nachází se zde dřevěné figurální zobrazení svatého Mikuláše s mečem v ruce.

### Velká zvonice

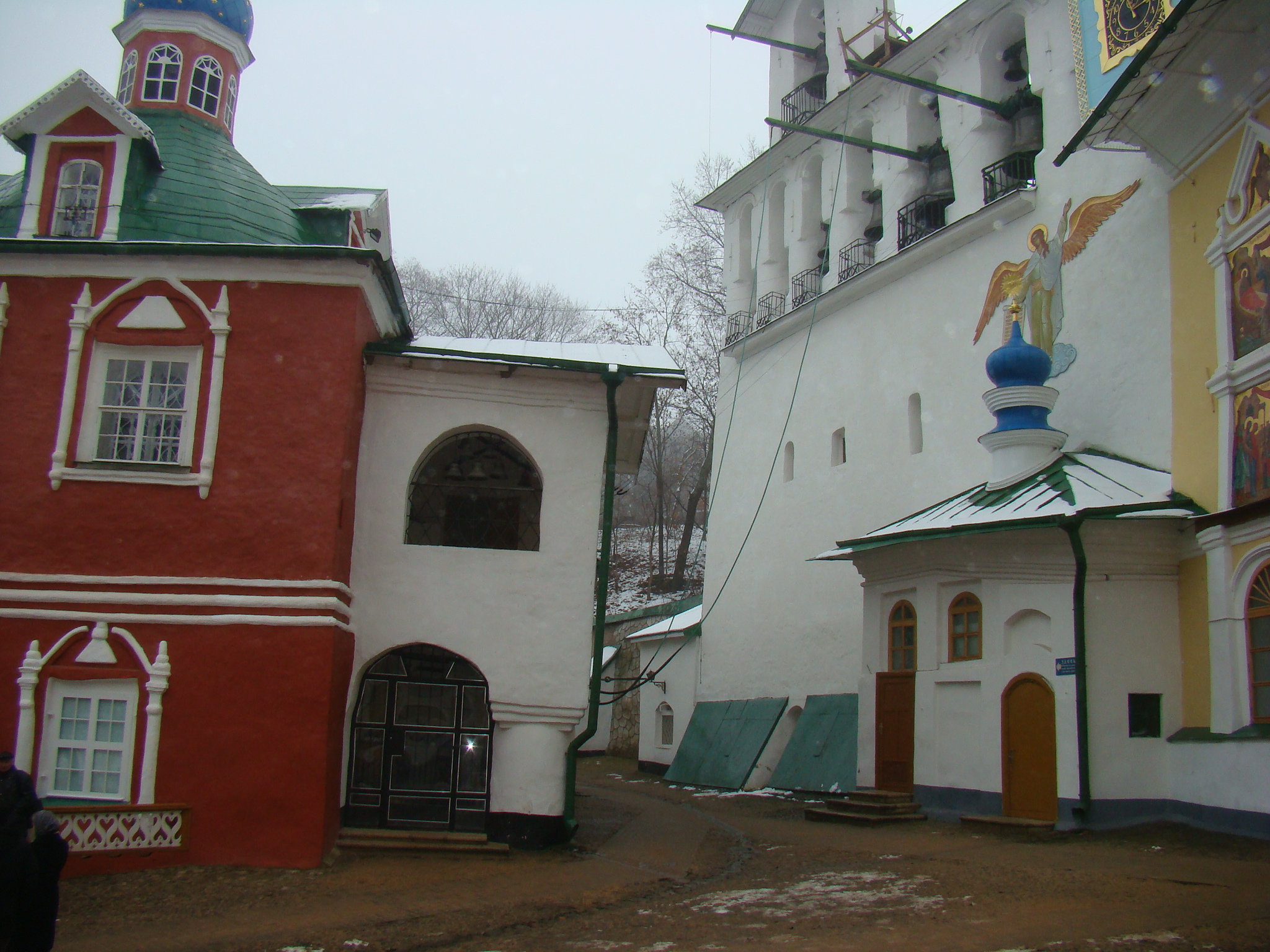
Velká zvonice

Nachází se východně od chrámu Zesnutí přesvaté Bohorodice. Je postavená z kamene, z několika pilířů umístěných v jedné linii od západu k východu. Stavba zvonice byla zahájena roku 1523 na místě staré dřevěné.
Velká zvonice je jednou z největších architektonických staveb tohoto typu.
Má 7 hlavních zvonů.

### Chrám archanděla Michaela

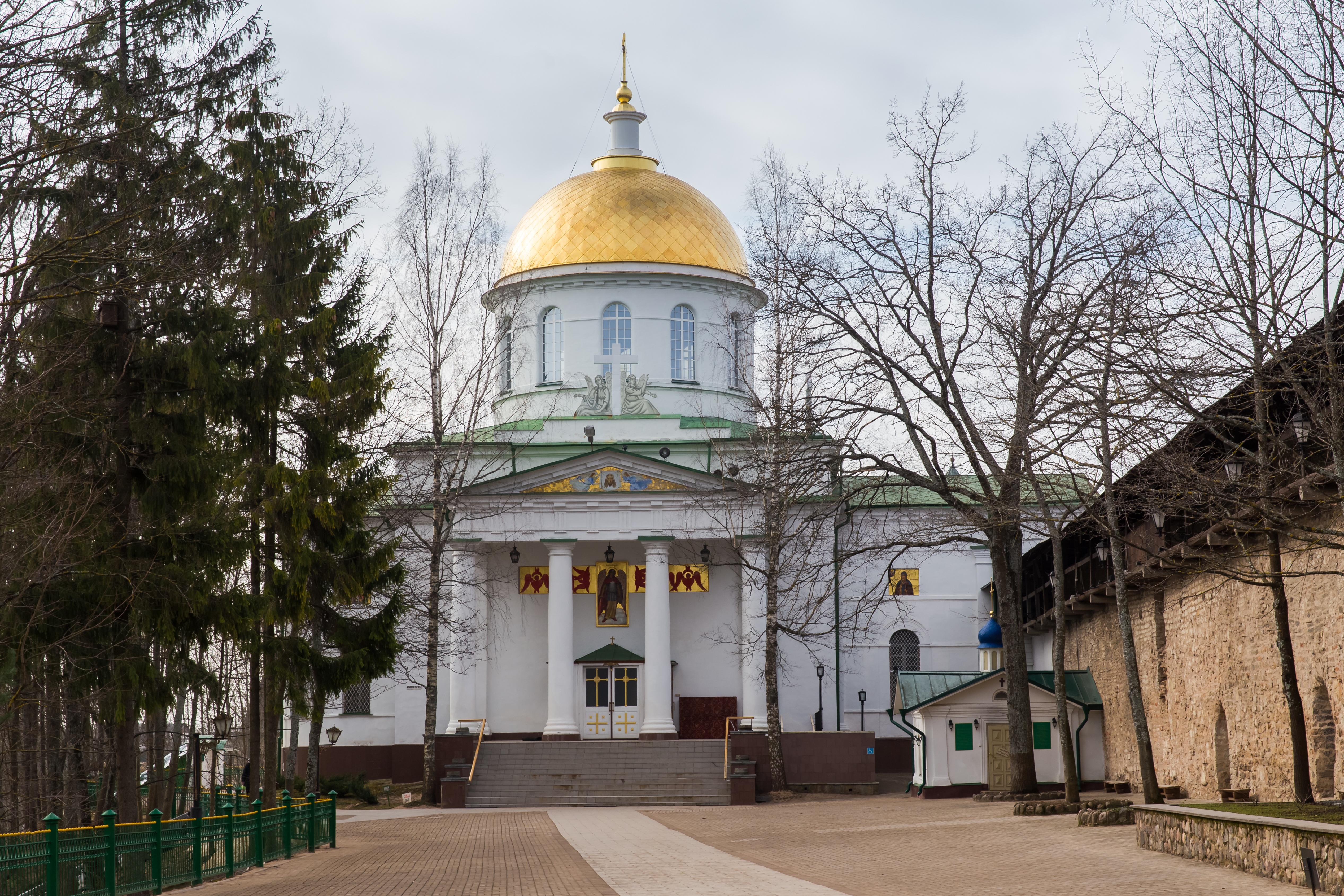
Chrám archanděla Michaela

Chrám je největší budovou monastýru. Byl postaven v letech 1815-1827 podle návrhu italského architekta Luigiho Ruscy ve stylu klasicismu. Byl postaven počest osvobození Pskova od napoleonských vojsk, ke kterému došlo po procesí s Pskovo-pečerskou ikonou Bohorodice „Něžná“. V noci následujícího dne 20. října 1812 osvobodili ruské jednotky pod velením polního maršála hraběte Petra Wittgensteina město Polock, čímž zachránil Pskov před nebezpečím.
Jména velitelů a počet vojáků Wittgensteinova sboru jsou vyryta na pozlacených kovových deskách instalovaných v chrámu.
V chrámu se nachází relikvie pravé ruky svaté mučednice Tatiany, která byla roku 1977 darována archimandritu Ioannu (Kresťjankinu).

### Chrám Uvedení Páně do chrámu
Byl přestavěn roku 1870 v ruském stylu z bývalého refektáře z roku 1541 přiléhajícího od západu k chrámu Zvěstování přesvaté Bohorodice.
V chrámu se nachází opisy zázračných ikon Matky Boží „Tříruká“ a „Navrácení ztraceného“.
Roku 2003 zde byly uloženy relikvie svatého Simeona (Želnina).